# Letecká správa Federálního ministerstva vnitra
Letecká správa Federálního ministerstva vnitra (LS FMV), od roku 1988 až do zániku v roce 1990 Letecká správa Sboru národní bezpečnosti (LS SNB), byl letecký policejní útvar, který existoval v letech 1979 až 1990 na území Československé socialistické republiky. Předchůdcem útvaru byl Letecký oddíl Ministerstva vnitra a nástupcem se stal Úřad Federálního ministerstva vnitra pro leteckou službu.

## Historie

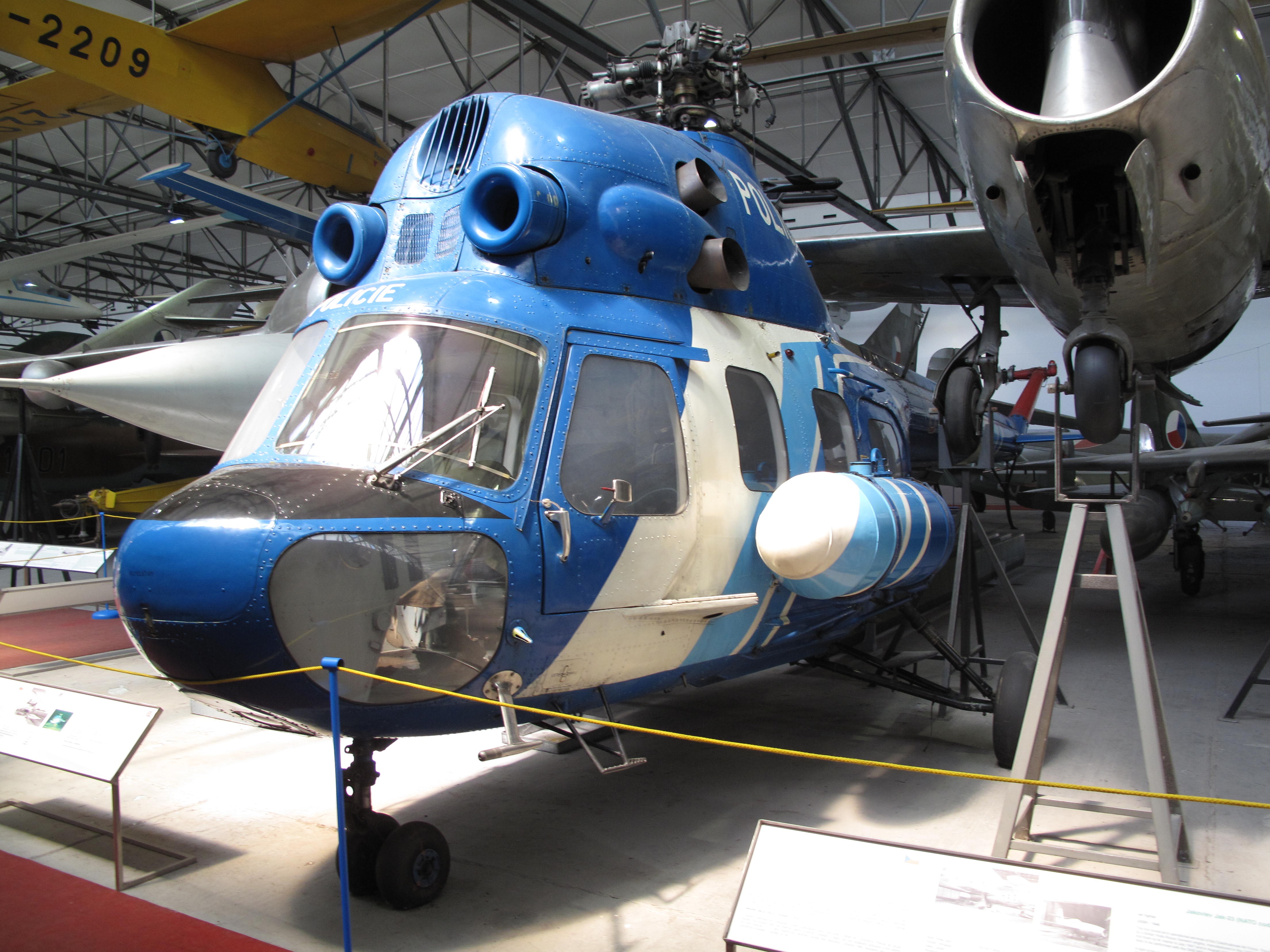
Policejní vrtulník Mi-2 s imatrikulací B-2530 v Leteckém muzeu Kbely

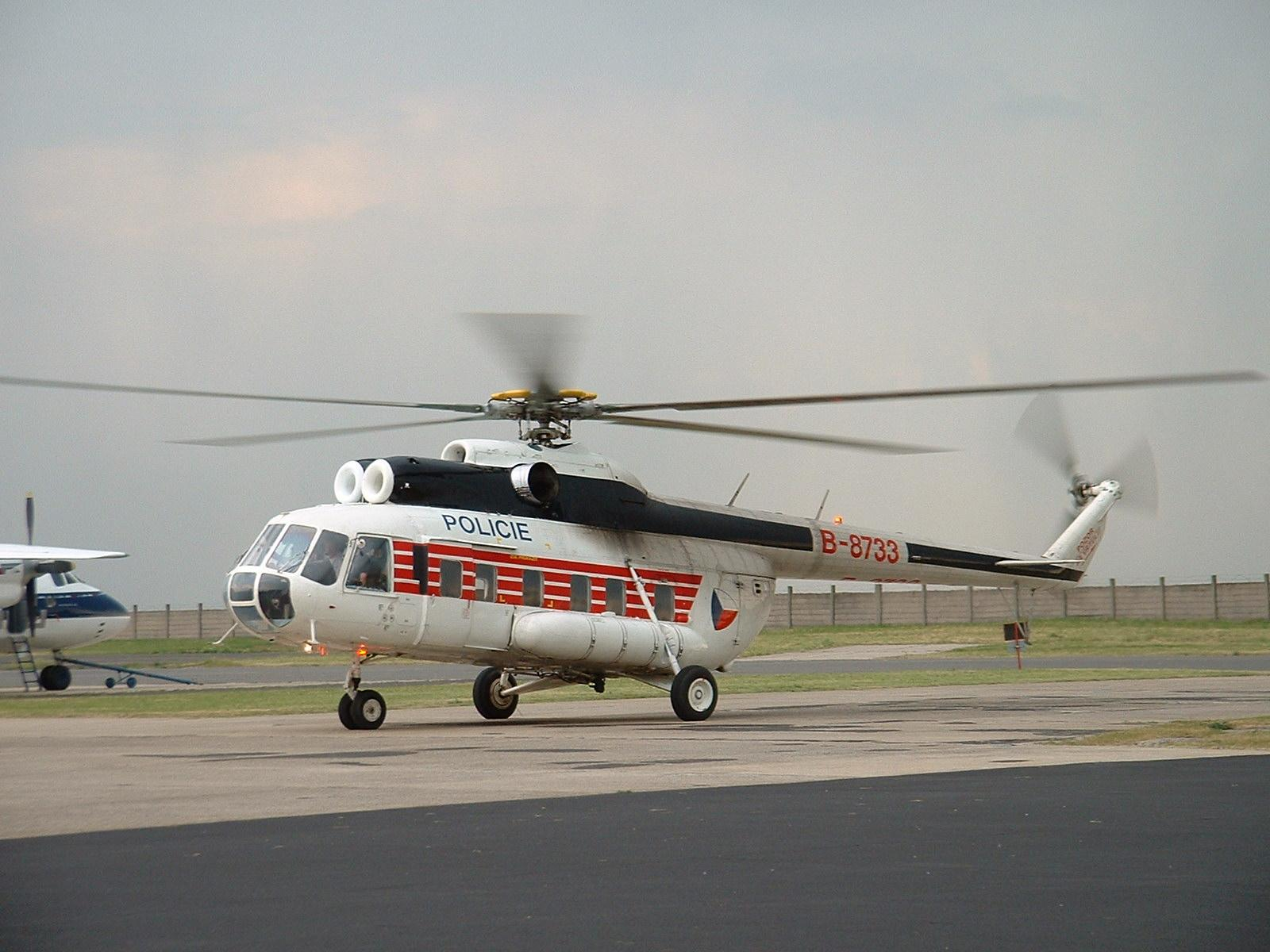
Vrtulníky Mil Mi-8 sloužily u Letecké správy Federálního ministerstva vnitra také

V roce 1979 došlo k formálnímu zániku Leteckého oddílu Ministerstva vnitra, který byl nahrazen nově vzniklou Leteckou správou Federálního ministerstva vnitra. Útvar existoval pod tímto názvem do roku 1988, kdy byl formálně změněn na název Letecká správa Sboru národní bezpečnosti. Úkoly útvaru se postupně začaly měnit, důraz byl kladen především na záchrannou činnost. Vrtulníky Letecké správy neplnily už jen policejní úkoly, ale spolupracovaly s Horskou službou, vypomáhaly při povodních a monitorovaly dopravu. Rostoucí potřeba záchranných letů vedla až k zavedení letecké záchranné služby na území Československa v roce 1987. Hlavní velitelství Letecké správy Federálního ministerstva vnitra se nacházelo na pražském letišti Stará Ruzyně (dnes Terminál Jih) a odloučené skupiny vznikly v Bratislavě a Popradě. Letecká technika zahrnovala stroje původního Leteckého oddílu Ministerstva vnitra, a to sovětské vrtulníky Mil Mi-2 a Mil Mi-8 a letadla Jakovlev Jak-40, Iljušin Il-62 a Tupolev Tu-134.

## Letecká záchranná služba
O vybudování systému organizované letecké záchranné služby na území Československé socialistické republiky se začalo uvažovat teprve v roce 1977. Federální ministerstvo vnitra, ministerstvo zdravotnictví a Ústav národního zdraví začali shromažďovat informace o provozu letecké záchranné služby v ostatních evropských zemích. Pozornost byla soustředěna především na počet a zaměření letů, ale sbíraly se informace také o stanovištích a vrtulnících letecké záchranné služby.
Letecká záchranná služba zahájila na území Československa činnost oficiálně 1. dubna 1987 v 7:15. Jednalo se o zkušební provoz pro oblast Prahy a Středočeského kraje. Pražský Ústav národního zdraví vyčlenil pro leteckou záchrannou službu zdravotnický personál, Letecká správa Federálního ministerstva vnitra poskytla vrtulníky a Československá státní pojišťovna zajistila finanční krytí projektu. První etapa zkušebního provozu probíhala do 30. května 1987 a zjišťovala ji Letecká správa Federálního ministerstva vnitra.